# سید محسن مهاجرانی
سید محسن مهاجرانی یک مدیر رسانه‌ای اهل ایران است. مهاجرانی از مدیران ارشد سابق سازمان صدا و سیمای جمهوری اسلامی ایران است که از سال ۱۳۷۷ تا سال ۱۳۸۴ در جایگاه معاون سیما قرار داشت. او در ابتدای ریاست علی لاریجانی، به عنوان معاون صدا تعیین شد. سپس جایگزین احمد پورنجاتی، نخستین معاون سیما، شد. به دنبال پیروزی سید محمد خاتمی در انتخابات ریاست‌جمهوری ۱۳۷۶ و بروز تنش سیاسی بین دولت جدید و صدا و سیما، پورنجاتی از معاونت سیما استعفا داد و این معاونت، چندین ماه بدون مسئول ماند. مهاجرانی در شرایطی مسئول معاونت سیما شد که اعتبار و مقبولیت عمومی صدا و سیما کاهش یافته و هنرمندان سرشناس، همکاری با تلویزیون را تحریم کرده بودند. تولید سریال‌های طنز شبانه در کنار برنامه‌ریزی برای ساخت سریال‌های پرهزینه مانند مریم مقدس، یوسف پیامبر، مختارنامه، مدار صفر درجه و در چشم باد از اقدامات اوست. تولید برنامهٔ چهره‌های ماندگار نیز در دوران مدیریت مهاجرانی انجام شد. با قرار گرفتن سید عزت‌الله ضرغامی در جایگاه ریاست سازمان، مهاجرانی کنار گذاشته شد.
از مهاجرانی به عنوان «عقل مُنْفَصِل» و «شیخ‌المعاونین» سازمان نام برده شده‌است. به گفتهٔ پرویز امینی، مهاجرانی در رادیو، تحول ایجاد کرد و سپس وارد تلویزیون شد و معاونت سیما را از یک موقعیت منفعل به یک موقعیت فعال و تاثیرگذار تبدیل کرد. مصطفی عزیزی، او را «نرم‌خو» توصیف کرده و دربارهٔ تأثیر او در تصمیم‌گیری‌های سازمان می‌گوید «همه‌جا هست و هیچ‌جا نیست» و «ساعت‌های زیادی را در سازمان در ادارهٔ جلسه‌های متعدد می‌گذراند». هنگامی که عبدالعلی علی‌عسگری رئیس سازمان صدا و سیما شد، روزنامهٔ ایران از مهاجرانی به عنوان نامزد احتمالی قائم‌مقامی ریاست سازمان نام برد که چنین نشد. یک سال بعد، او از سوی سید مرتضی میرباقری معاون وقت سیما، به عنوان عضو شورای اندیشه‌ورزی شبکه یک منصوب شد؛ شورایی که قرار است به «تصمیم‌سازی و توسعهٔ ابعاد ذهنی برنامه‌سازان» کمک کند. از ترکیب شورای اندیشه‌ورزی شبکهٔ یک به‌منظور تقویت میانه‌روی یاد شده‌است. مهاجرانی در سال ۱۴۰۰، عضو هیئت امنای بنیاد سینمایی فارابی، مهم‌ترین سازمان سینمایی کشور، شد.